# Bibbo Bibbowski
Bo "Bibbo" Bibbowski es un personaje ficticio que aparece en los cómics estadounidenses publicados por DC Comics.
Bibbo Bibbowski apareció por primera vez en Adventures of Superman # 428 (mayo de 1987) y fue creado por Jerry Ordway y Marv Wolfman. Está basado en el amigo de la vida real de Jerry Ordway, Jo Jo Kaminski, descrito como un "blando duro como las uñas".

## Biografía ficticia
Bibbo aparece por primera vez en un bar de Suicide Slum llamado Ace o' Clubs. Cuando Superman entra en busca de información, Bibbo, pensando que se trata de "un payaso con un traje de Superman", golpea a Superman y daña su mano. Se gana el respeto por el Hombre de Acero. Más tarde se referiría a Superman como su héroe "favorito".
Durante la saga Eradicator, Bibbo se une a Lobo y Raof, un teletransportador y un tributo a Nightcrawler de Marvel, para presenciar a Lobo matar a Superman. Lobo le da a Bibbo un juego de gafas especiales que registrarán la batalla. Los tres, sin embargo, se emborrachan con el licor de Okarran y, por lo tanto, sufren la pérdida de toda la memoria de la batalla, que Superman ganó mediante una artimaña diseñada por el artefacto Eradicator. Además, Bibbo usó las gafas al revés, por lo que toda la grabación fue de sus reacciones. Como resultado, los extraterrestres que retuvieron a Lobo para matar a Superman no tienen pruebas de que haya habido una batalla.
Bibbo se convierte en una parte más importante del cómic cuando encuentra un billete ganador de lotería que Gangbuster ha dejado y usa el dinero para comprar el bar Ace o' Clubs y ayudar a los que viven en el barrio pobre.
Bibbo intenta ayudar a Superman cuando Superman se ve envuelto en una interminable lucha contra el asesino Doomsday. Bibbo trabaja con el Profesor Hamilton en un plan para destruir a Doomsday con un gran láser. Anotan un impacto directo, pero el monstruo no se ve afectado.
Cuando Doomsday y Superman finalmente se matan entre sí, Bibbo está en la escena y ayuda a Hamilton a usar un dispositivo para intentar realizarle RCP a Superman, a pesar del riesgo de que el dispositivo mate al propio Bibbo. El plan falla y Bibbo se lesiona. Hamilton se hace cargo de la CPR pero también falla.
Poco después, Bibbo se encuentra con un joven que, su familia se quedó sin hogar por el alboroto de Doomsday, está vendiendo descaradamente recuerdos conmemorativos de "La muerte de Superman" durante una conmemoración pública en honor al Hombre de Acero. Al principio indignado por la grosería del hombre, Bibbo siente cierta simpatía por sus pérdidas y compra todo su inventario para sacarlo de la calle, luego le ofrece un trabajo en los Ace O' Clubs. Mientras Superman se ha ido, Bibbo se pone una especie de "disfraz" y ayuda en las calles. Por esta época salva a un hombre del suicidio. Esto se cuenta principalmente a través de cuentos fantásticos sobre varios supervillanos.
Bibbo se ocupa brevemente de un pequeño perro blanco llamado Krypto a quien había salvado de ahogarse, que no debe confundirse con el perro kryptoniano del mismo nombre. Se suponía que el nombre era "Krypton", pero el grabador que Bibbo contrató para hacer una etiqueta con su nombre cometió un error intencional, tratando de extorsionar más dinero de Bibbo (el precio acordado fue por seis letras). Bibbo tomó la etiqueta como estaba.
Un cartel visto por el héroe Aztek indica que en un momento, Bibbo luchó contra el héroe Wildcat durante un evento benéfico de boxeo. Más adelante en la serie, el bar Ace O' Clubs es el escenario de una batalla entre el devorador de fuerza vital Parásito y Aztek. Bibbo y sus amigos ignoran deliberadamente la pelea, en su lugar juegan a las cartas y confían en que otros manejarán al villano.
En El poder de Shazam!, Ordway presenta al profesor Bibbowski, el hermano científico pacifista de Bibbo.
Bibbo reaparece en Superman # 679, mostrado como uno de los campeones de Metrópolis que derrotó el villano Atlas. Para entonces está establecido como habiendo trabajado en el Ace of Clubs, llegando incluso a amenazar audazmente a Átomo Smasher por "Hablar basura sobre Sooperman".
Bibbo regresa en Superman # 4 de 2016. Se lo ve luchando con Hacken y golpeándolo fácilmente, antes de que la pelea de Superman con Erradicador se mueva a su barra. Bibbo se sorprende al ver lo que parece ser Superman huyendo de la pelea, pero rápidamente se da cuenta de que Superman simplemente está tratando de atraer a Erradicador a algún lugar donde no hay espectadores inocentes.
Más tarde, Bibbo y su sobrina aparecen en Superwoman. Cuando Ultrawoman se apodera de Metrópolis, se ve a Bibbo tratando de iniciar una pelea con sus secuaces, pero es salvada por Natasha Irons y Traci 13.
Perry White recomienda que Clark y Lois lleven a su hijo a Ace O' Clubs de Bibbo para comer hamburguesas.
En un momento, Superman salva a Bibbo de ser asesinado por asaltantes armados.

## Otras versiones
- Bibbo juega un papel importante en la historia del universo alternativo Superman: The Dark Side. Vigila a Jimmy Olsen, vigila a Lois Lane y lucha contra las fuerzas alienígenas invasoras de Apokolips.
- La versión Pre-Zero-Hour de Bibbo se hace amigo de la sobrina y el sobrino de Steel en la historia de Convergence. A pesar de sus disfraces robóticos, los reconoce al instante.[14]

## En otros medios

### Televisión
- Bibbo aparece brevemente como el dueño del As de tréboles en el episodio "Double Jeopardy" de Lois y Clark: Las nuevas aventuras de Superman, interpretado por Troy Evans.
- Bibbo aparece en Superman: la serie animada con la voz de Brad Garrett. Aparece como la fuente de información de Lois en los muelles. En el universo animado, Bibbo es un capitán de mar desempleado que frecuenta la sección Hobb's Bay de Metrópolis. Aparece en los episodios "El último hijo de Krypton", "Un pedacito de casa", "Livewire", "Monkey Fun", "A Fish Story", "World's Finest" Pt. 1 y "Heavy Metal".
- Bibbo hace una aparición sin hablar en el episodio de la Liga de la Justicia "Más allá". Se encuentra entre los asistentes al funeral de Superman tras su "supuesta muerte".
- Ace of Clubs de Bibbo apareció tres veces (como un club nocturno de lujo) en la séptima temporada de Smallville y numerosas veces en la octava temporada.
- Bibbo Bibbowski aparece en Young Justice con la voz de Miguel Ferrer. El episodio "Schooled" presenta una escena ambientada en un restaurante de Metrópolis llamado "Bibbo's" con el propio Bibbo haciendo un breve cameo sin hablar en la cocina. En el episodio "Feliz año nuevo", Bibbo es visto como uno de los prisioneros retenidos por los kroloteanos. En "Alienated", el impostor Krolotean se enfrenta a Blue Beetle, Bumblebee y el Bibbo real. Bibbo tuvo una reacción extraña cuando Blue Beetle estaba hablando con su traje. Aparece en "Nevermore".

### Película
- Bibbo Bibbowski aparece en una de las primeras escenas de Superman Returns (2006) interpretado por Jack Larson (quien había interpretado a Jimmy Olsen en Aventuras de Superman de la década de 1950).
- Bibbo Bibbowski hace un breve cameo en El hombre de acero (2013), interpretado por Bruce Bohne. Bibbo le sirvió a la habitual Lois Lane un bourbon puro de Ace o' Clubs mientras se reunía con Glen Woodburn, un bloguero de Internet sobre la publicación de su historia sobre el hombre superpoderoso "Joe" que la salvó durante su visita a la Isla de Ellesmere.
- Bibbo Bibbowski juega un papel tanto en Death of Superman como en su secuela, Reign of the Supermen, basada en los arcos del cómic del mismo nombre, con la voz de Charles Halford.

### Videojuegos
- El bar de Bibbo, Ace O' Clubs, aparece en el escenario Metrópolis en Injustice 2. El propio Bibbo hace un cameo en el fondo del escenario, atendiendo la barra.